# Lechler (Unternehmen)

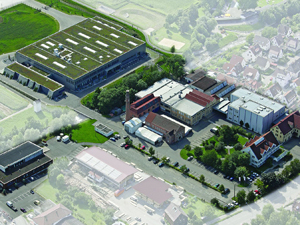
Luftaufnahme der Firma Lechler GmbH mit Stammsitz in Metzingen

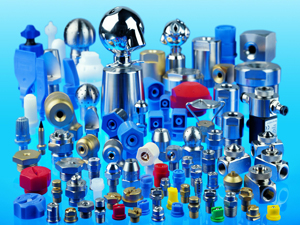
Lechler Produktübersicht

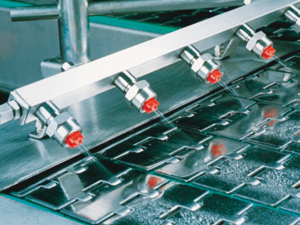
Bandschmierung mit Lechler Düsen

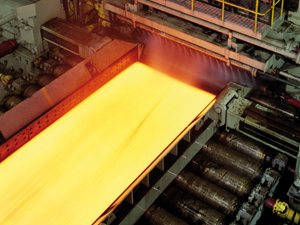
Entzunderung in der Walzwerktechnik

Die Lechler GmbH ist ein Familienunternehmen mit Sitz im baden-württembergischen Metzingen. Das Unternehmen entwickelt und produziert Präzisionsdüsen, Düsensysteme und Tropfenabscheider aus unterschiedlichsten Materialien für vielfältige Anwendungen. Als Marktführer in Deutschland und Europa zählt Lechler zu den führenden Unternehmen in der Zerstäubungstechnik auf dem Weltmarkt.
Lechler beschäftigt weltweit rund 750 Mitarbeiter an sechs Produktionsstandorten in Europa, USA und Asien und hat Vertriebsgesellschaften und Vertriebspartner auf allen Kontinenten. 2012 wurden in Deutschland 325 Mitarbeiter beschäftigt. Der Umsatz lag bei 95 Mio. €, davon 60 Mio. € in Deutschland.

## Geschichte
Paul Lechler gründete 1879 die gleichnamige Firma als Handelshaus für technische Produkte. Neben dem Vertrieb von Dichtungen für die aufstrebende Automobilindustrie und Schutzanstrichen erwarb Lechler 1893 ein Patent für Flüssigkeitszerstäubungsdüsen und konzentrierte sich in der Folgezeit auf diese drei Produktbereiche.
Während des Ersten Weltkrieges wurde die Eigenproduktion für alle drei Bereiche aufgenommen. Ab 1950 wurden verstärkt Zerstäubungsdüsen für die allgemeine Industrie, zur Staubbekämpfung im Bergbau sowie zur Walzenkühlung und Entzunderung in der Stahlindustrie entwickelt und verkauft.
Bedingt durch starkes Wachstum in den 50er-Jahren wurde die Produktion 1958 in größere Räumlichkeiten nach Feuerbach verlagert.
1958 stellte das Unternehmen den NS-Kriegsverbrecher Martin Sandberger als Justiziar ein.
Die einzelnen Produktsparten der Firma Paul Lechler wurden 1961 selbstständig und es entstanden die Lechler Bautenschutz Chemie KG (heute die Sika Chemie GmbH als ein Teil der Schweizer Sika AG), die Lechler Dichtungswerke KG (heute die ElringKlinger AG) sowie die Lechler Apparatebau KG, die heutige Lechler GmbH.
Der Vertrieb wurde über inländische Vertriebsbüros gesteuert. 1967 wurde die Fertigung erneut ausgeweitet und nach Metzingen verlagert. Vertrieb und Verwaltung wurden im Lechler Haus in Fellbach zusammengefasst. In der Folgezeit wurden Produktionsfirmen in England (1972) und den USA (1975) erworben. Die amerikanische Gesellschaft verlagerte ihren Firmensitz im Jahr 1986 in den mittleren Westen nach St. Charles, Illinois. Mit dem Düsenprogramm für Umwelt- und Entschwefelungstechnik wurde 1988 das Verkaufsprogramm um Abscheiderprofile und komplette Abscheiderkassetten ergänzt. Im Rahmen der Globalisierung des Unternehmens wurden in den 1980er-Jahren produzierende Töchter für die regionalen Märkte in Indien, Ungarn und China aufgebaut. Vertrieb und Verwaltung wurden 1995 von Fellbach nach Metzingen verlagert. Damit wurden erstmals alle Funktionen an einem Standort zusammengefasst.
Zwischenzeitlich wurde eine neue Produktionshalle mit 14.000 m² Nutzfläche errichtet.
Das neue Technikum mit Prüfständen, Versuchsabteilungen und Prototypenwerkstatt wird 2014 bezogen.
Lechler ist im Wesentlichen in den Bereichen Hütten- und Walzwerktechnik, allgemeine Industrie, Landtechnik sowie Umwelttechnik aktiv.

## Eigentümerstruktur
Die Gesellschaftsanteile befinden sich zu 100 % im Besitz der Familie Lechler. Die Gesellschafter führen einen Teil der zufließenden Firmenerträge an die Lechler-Stiftung ab, die karitative Einrichtungen für Behinderte sowie benachteiligte Bevölkerungsgruppen vor allem in Baden-Württemberg unterstützt.

## Produktion
Lechler ist ein europäischer Hersteller für Zerstäubungsdüsen im Pflanzenschutz, im Feldbau, bei der Flüssigdüngung sowie im Obst- und Weinbau. In der allgemeinen Industrie gibt es unzählige Anwendungsgebiete, in denen Düsen und Düsensysteme eingesetzt werden. Zu den Schwerpunktbranchen zählen die chemische Industrie, die chemische Verfahrenstechnik, Getränke- und Nahrungsmittelindustrie, Oberflächentechnik, Automobil- und Schiffsbau, die Leiterplattenfertigung und generell die Reinigungstechnik sowie die Schneeerzeugung. In der Metallurgie bietet Lechler Hochdruckentzunderungsdüsen, Zweistoffdüsen für die Stranggusskühlung sowie Komplettsysteme zur selektiven Walzenkühlung an. Für die Luftreinhaltung entwickelt Lechler Düsenlanzen und -systeme, für Gaskühlung und Gasreinigung, Entstickung, Sprühadsorption in Müllverbrennungsanlagen sowie für die Rauchgasentschwefelung in Kraftwerken. Hier kommen auch Tropfenabscheider aus unterschiedlichsten Materialien zum Einsatz.